# عادل المأمور
عادل المأمور (11 نوفمبر 1955-)، هو حارس مرمى مصري، لعب لمصر في أولمبياد صيف 1984، ولعب أيضًا مع الزمالك، ومثل مصر في بطولة كأس الأمم الأفريقية الصيفية الأولى لعام 1980.

## وصلات خارجية
- عادل المأمور على موقع قاعدة بيانات كرة القدم.إي يو (الإنجليزية)
- عادل المأمور على موقع ناشيونال فوتبول تيمز (الإنجليزية)
- عادل المأمور على موقع أوليمبيديا (الإنجليزية)